# Black Jesus + Amen Fashion
"Black Jesus + Amen Fashion" é uma canção gravada pela cantora e compositora norte-americana Lady Gaga. Foi inclusa na versão especial do seu segundo álbum de estúdio, Born This Way, lançado mundialmente a 23 de Maio de 2011. Composta, produzida e arranjada pela própria em colaboração com DJ White Shadow, é um tema de música pop e new wave, com elementos notáveis de música electrónica e instrumentação simples consistente em teclado, bateria, baixo, entre outros. O seu conteúdo lírico contém inúmeras referências relativas à moda, religião e a Cidade de Nova Iorque, na qual Gaga nasceu e cresceu.
Em geral, foi recebida com opiniões mistas pela crítica especialista em música contemporânea, que elogiou a sua produção reminiscente à trabalhos lançados ao longo da década de 1980 e comparou a sua produção a de "Bloody Mary" (2011); todavia, foi criticada devido à sua letra. Aquando do lançamento inicial de Born This Way, "Black Jesus † Amen Fashion" conseguiu fazer uma estreia dentro das 150 melhores posições das tabelas musicais da Coreia do Sul e Reino Unido devido a um forte registo de vendas digitais em ambos territórios. A canção foi adicionada ao repertório da digressão The Born This Way Ball (2012-13) como a quarta faixa do alinhamento e ao da série de concertos de residência Lady Gaga Live at Roseland Ballroom (2014).

## Antecedentes e lançamento
Em Março de 2010, em entrevista à MTV do Reino Unido, Gaga afirmou que já havia começado a trabalhar no seu segundo álbum de estúdio e que já havia terminado de escrever o tema central do mesmo: "Está escrito o tema central do disco, sem dúvida este é o meu melhor trabalho até hoje. A mensagem, a melodia, a direcção, o sentido. É uma libertação total." Três meses depois, em entrevista à Rolling Stone, a artista declarou que o seu segundo disco já tinha sido concluído, mas não seria lançado até 2011. "Eu tenho trabalhado nisto há meses, e sinto fortemente que foi concluído agora. Alguns artistas levam anos. Mas eu não. Foi rápido, pois escrevo todos os dias..." Em uma entrevista em Setembro, ela disse que "o álbum é o melhor trabalho perfeito que alguma vez fiz e estou muito animada com isso." Inicialmente, Gaga disse que anunciaria o nome do disco no fim do ano, mas essa decisão não se materializou quando a 12 de Setembro de 2010, durante a cerimónia dos MTV Video Music Awards, Gaga recebeu o prémio de "Melhor Vídeo do Ano" por "Bad Romance", tendo de seguida anunciado o nome do seu segundo álbum de estúdio.
"Ele [será] o hino da nossa geração. Ele inclui a melhor música que eu já escrevi. Eu já escrevi o primeiro single do novo álbum e prometo a você que este álbum é o maior da minha carreira."

— Gaga a fazer declarações à respeito de Born This Way em entrevista à Rolling Stone.

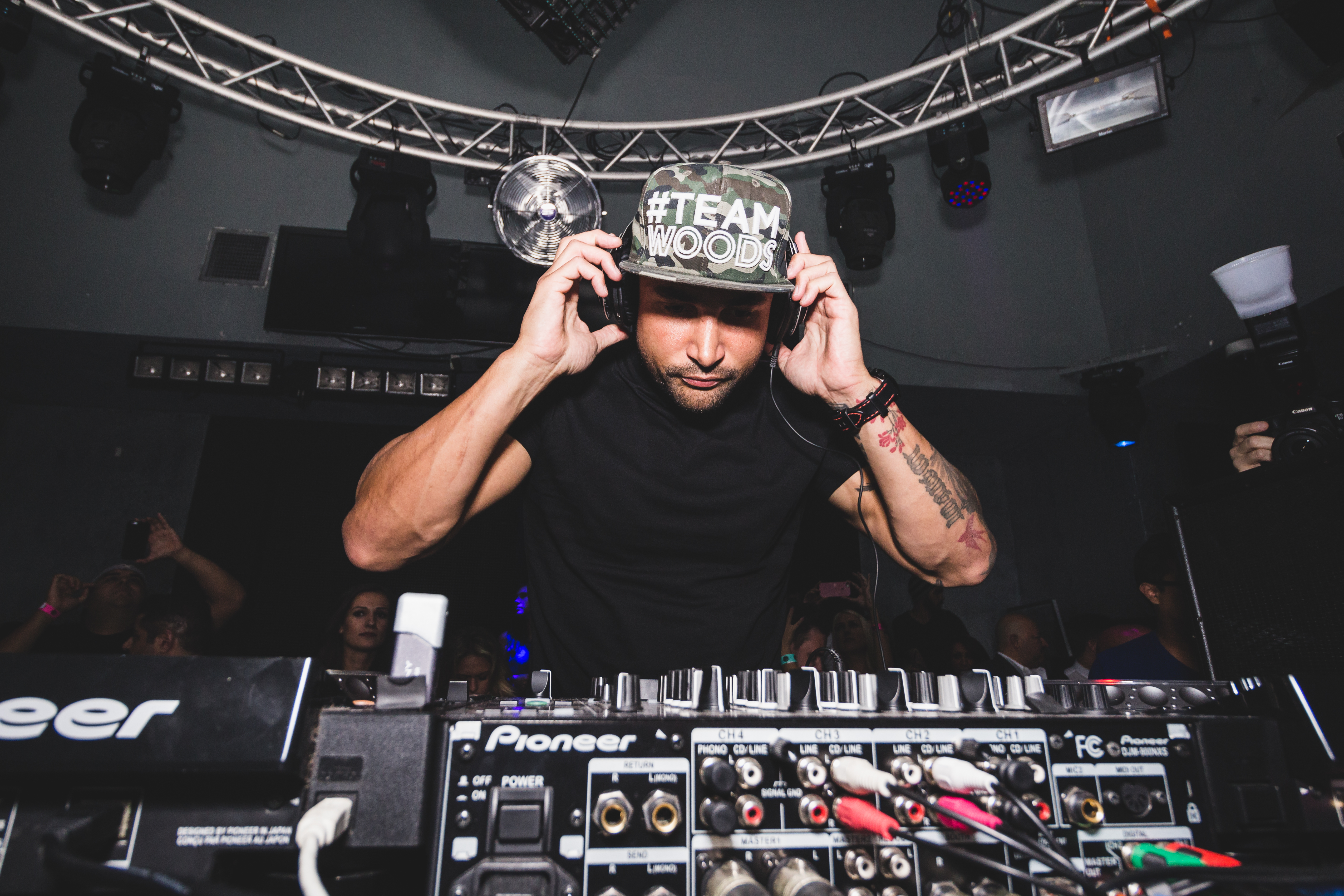
O remix oficial de "Black Jesus † Amen Fashion" foi produzido por Michael Woods e incluso em Born This Way: The Remix (2011).

Gaga anunciou a 26 de Novembro de 2010, durante as apresentações da The Monster Ball Tour em Gdansk, Polónia, que o disco poderia ter até vinte faixas, e prometeu que seria o álbum da década. Acrescentou também que ele estava completamente terminado e cheio de "batidas dançantes". Foi confirmado em uma entrevista à Vogue que das dezassete faixas que foram gravadas para o álbum, somente quatorze delas iriam aparecer na edição final da versão padrão. As três faixas restantes iriam ser lançadas em uma edição deluxe exclusiva na loja digital Target. Contudo, a 9 de Março, foi noticiado que a intérprete havia terminado a sua parceria com a Target, devido a uma doação de 150 mil dólares desta última à organização anti-homossexual Minnesota Forward. A 17 de Abril de 2011, a cantora relatou que o disco teria duas versões: uma que é a versão especial que consiste em dezassete canções e cinco remixes, e outra, a versão padrão, com quatorze músicas. Born This Way foi finalmente lançado a 23 de Maio, com esta música aparecendo como a nona faixa da versão especial do mesmo.
O remix oficial da faixa foi produzido pelo DJ britânico Michael Woods e incluso em Born This Way: The Remix (2011), um álbum que consiste em remixes de faixas de Born This Way. A revista Billboard descreveu esta nova versão como "nada revolucionária, apesar dos seus sintetizadores loucos que eventualmente atingem uma tonalidade causadora de febre." Um outro remix inédito da faixa foi estreado no desfile de primavera do director de moda italo-japonês Nicola Formichetti a 29 de Setembro de 2012. Na cerimónia, a imagem de Gaga apareceu em um ecrã gigante, com a artista a declarar: "Às vezes, o meu coração sabe tão negro". Ao terminar a frase, emergiram duas cabeças dos dois lados do pescoço. "E em outros dias, o meu coração sabe a arco-íris", concluiu a cantora. Ao inaugurar a sua conta na rede social Tumblr a 28 de Junho de 2011, Gaga intitulou-a "Amen Fashion".

## Estrutura musical e conteúdo

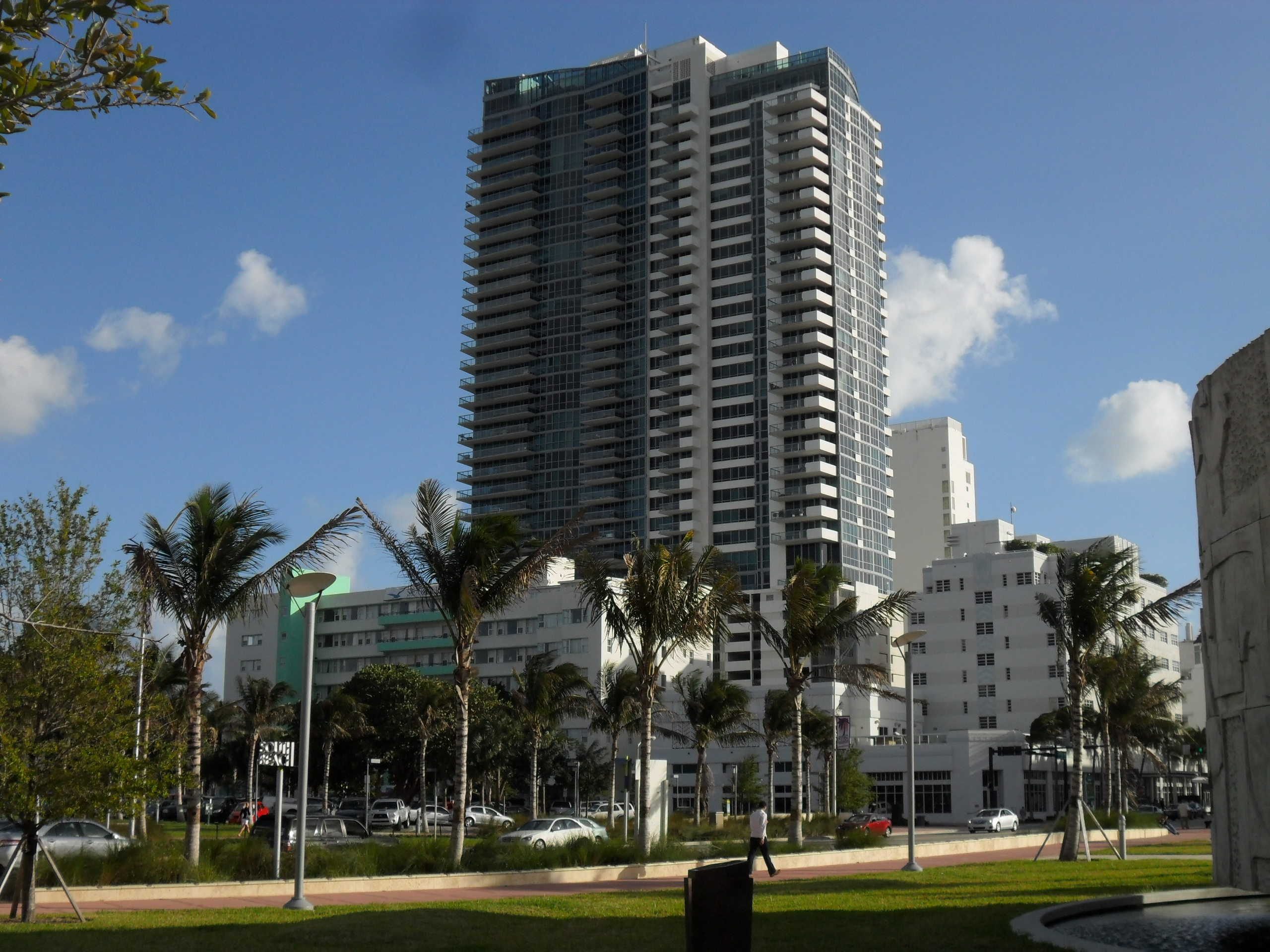
"Black Jesus † Amen Fashion" foi gravada no estúdio do Hotel Setai (imagem), localizado em Miami Beach, Flórida.

"Black Jesus † Amen Fashion" é fruto de um trabalho colaborativo entre Gaga e DJ White Shadow, com quem a artista trabalhou em grande parte de Born This Way. Foi gravada no estúdio do Hotel Setai em Miami Beach, Flórida, sob responsabilidade de Dave Russell, que ainda ficou encarregue da mixagem no estúdio The Mix Room na cidade de Burbank, Califórnia. A masterização decorreu no estúdio Sterling Sound, localizado na Cidade de Nova Iorque, por Chris Gehringer sob assistência de Paul Pavao. Musicalmente, é uma obra do género pop que contém influências de música electrónica de discoteca característica das décadas de 1980 e 90 e elementos de techno e new wave. O seu conteúdo lírico faz inúmeras referências relativas à moda, religião e à Cidade de Nova Iorque, inclusive a Broadway. Cristin Maher, do blogue PopCrush, descreveu o tema como uma "canção a ser cantada pelo comandante de um exército de jovens inadaptados", destacando os versos "Amen fashion, on the runway / work it, Black Jesus". Além disso, comparou a produção do trabalho às obras "Material Girl" (1985), "Express Yourself" (1989) e "Lucky Star" (1983) de Madonna e a temas lançados pela banda Justice ao longo dos anos 80. A instrumentação de "Black Jesus † Amen Fashion" consiste em teclado, tocado por Gaga, DJ White Shadow e Brian Gaynor, que ainda ficou a cargo da bateria, guitarra, baixo e percussão.
Segundo o declarado por Gaga em entrevista ao E! News, as letras de "Black Jesus † Amen Fashion" descrevem a sua introdução a uma maneira completamente nova de pensar, maneira esta que se revelou ser bastante diferente da qual foi ensinada enquanto crescia. Até então, a vida lhe havia a ensinado a olhar para Jesus e a religião de um certo modo. Então, ela visiona um Jesus negro como uma maneira complemente nova de pensar, que ela pensara ter sido causada por ter conhecido novas pessoas e ver coisas novas à sua chegada na baixa da Cidade de Nova Iorque. Quando questionada por um fã no Twitter sobre a sua faixa bónus favorita de Born This Way, Gaga respondeu: "Eu adoro todas elas, mas a minha faixa bónus favorita é provavelmente 'Black Jesus /Amen Fashion'. Tenho escutado repetidamente. Quero tanto fazer um vídeo [musical]!" Ademais, a cantora afirmou que o título da canção era "intercambiável". Ela tinha usado ambas expressões na canção e, quando chegou o momento de fazer uma escolha, apercebeu-se que as duas eram muito boas e decidiu deixar assim. Acrescentou ainda que a canção era sobre quando ela se mudou para a baixa da Cidade de Nova Iorque aos 19 anos de idade. No seu mural do Facebook, Gaga revelou que "'Black Jesus' era a favorita de Justin Timberlake. É sobre como ter uma nova maneira de observar ser tão fácil como trocar de moda. Amém!"

## Crítica profissional
| Críticas profissionais | Críticas profissionais |
| Avaliações da crítica  | Avaliações da crítica  |
| Fonte                  | Avaliação              |
| ---------------------- | ---------------------- |
| Drowned in Sound       | (mista)                |
| El Mundo               | (mista)                |
| Examiner               | 7/10                   |
| Idolator               | (mista)                |
| Rolling Stone          | (negativa)             |

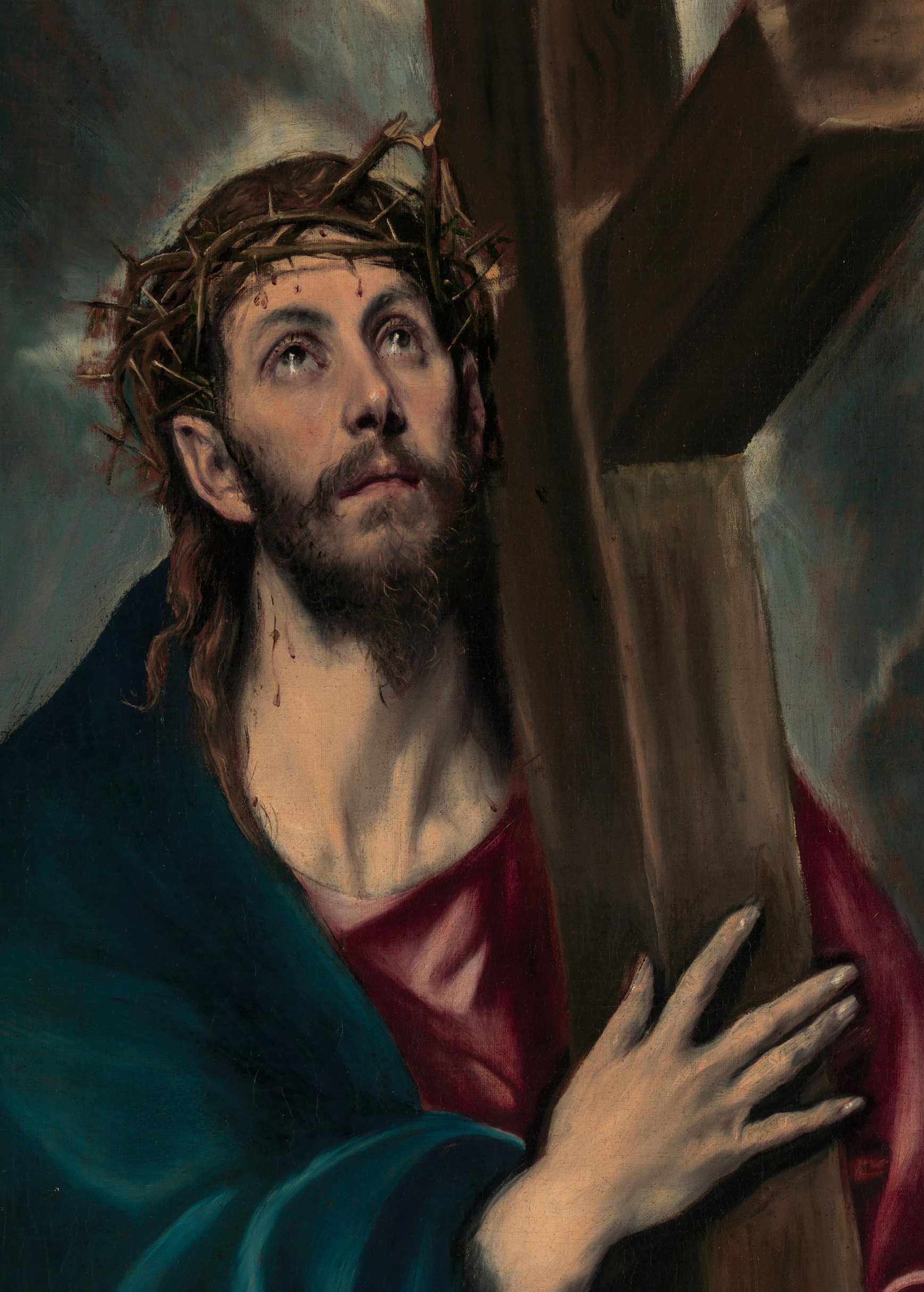
Jesus Cristo foi referenciado no título e ainda nas letras da canção, com analistas musicais e grupos religiosos questionando o motivo da sua inserção.

Fazendo uma resenha sobre Born This Way para o blogue PopCrush, Cristin Maher comparou "Black Jesus † Amen Fashion" a "Bloody Mary", afirmando que a primeira mantém o público "interessado devido aos seus sintetizadores". Ao fazer uma análise mais minuciosa para a canção, elogiou o conteúdo lírico e a voz da intérprete. Andrew Unterberger, para o PopDust, achou que a faixa "é a canção ideal sobre a Grande Maçã", vangloriando o refrão "cativante". Carlos Fresneda, para a revista de entretenimento espanhola El Mundo, chamou o tema de "o Equador religioso e enganoso do álbum". Escrevendo para o blogue Drowned in Sound, Sean Adams, fez elogios à produção reminiscente à trabalhos dos anos 80 e comparou a obra à lançamentos dos artistas Grace Jones e Marilyn Manson. Todavia, questionou-se se o seu conteúdo lírico não seria apenas uma tentativa fracassada de promover a Paris Fashion Week, que se aproximava no momento de lançamento de Born This Way.
Max Osman, para o portal Examiner, achou que o tema "tem nada de especial", atribuindo sete pontos a partir de uma escala de dez alegando que "Lady Gaga tem de deixar fazer canções sobre Jesus". Abordando os temas religiosos inclusos em Born This Way na sua análise para o Idolator, Becky Bain comentou que "'Black Jesus † Amen Fashion' está longe de ser o que Gaga descreve", escrevendo: "Gaga explica que esta canção é sobre 'como fazer uma alteração de espírito é tão fácil como trocar de moda. Amém.' Teremos que tomar a palavra dela então, porque a metáfora passa meio despercebida aqui. Contudo, se há alguém que está realmente a vangloriar a moda nestes dias, é Gaga." De facto, antes mesmo de ter sido lançado, vários grupos religiosos condenaram Born This Way, em particular, pela incorporação de ícones religiosos do Cristianismo e acomodação da sexualidade. No Líbano, Born This Way foi temporariamente banido pelo Departamento do Secretário Geral, que afirmou que o álbum tem mau gosto e goza do Cristianismo. Abdo Abu Kassm, director do Centro da Informação Católica do Líbano, criticou severamente os temas do disco, expressando que "se eles nos vão ofender, nós vamos suspender o álbum. Não iremos aceitar que alguém insulte a Virgem Maria ou Jesus ou o Cristianismo. (...) Chamem-nos de tradicionais, chamem-nos de antiquados, chamem-nos do que quiserem. Nós não iremos aceitar isso." Este banimento durou até 9 de Junho. Todavia, nem todos grupos religiosos reagiram negativamente ao álbum. Helen Lee, do Busted Halo, sentiu que Gaga estava a "espalhar a (boa) nova de Jesus Cristo, quer intencionalmente quer não." Ela resumiu: "Os seus pensamentos sobre o celibato, força pessoal, e individualismo, são certamente audíveis (...) e muito mais compelativo é o que ela tem a dizer sobre a natureza humana e o sofrimento humano." Michael Macalos, para o website The Contemporary Boy, que achou que ao invés de fazer referências ao anticristianismo, a canção é uma ode à moda com um significado artístico grandioso.
Segundo a revista Rolling Stone, a canção é a quadragésima primeira melhor de Gaga até 2011, tendo sido descrita como "nada mais que um hino entediante sobre Nova Iorque e haute couture com referências religiosas que certamente irão levantar as sobrancelhas dos ouvintes."

## Apresentações ao vivo

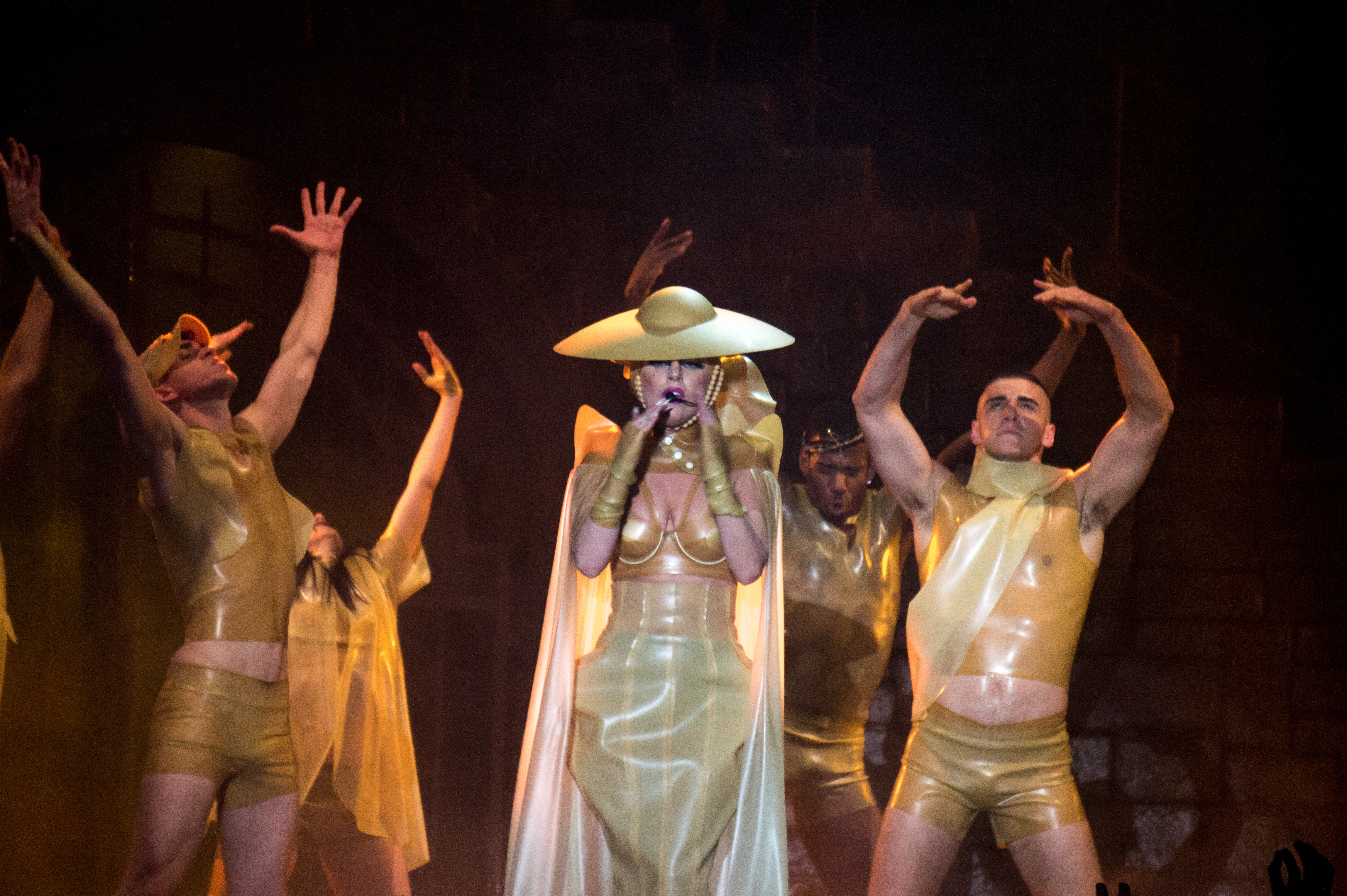
Gaga a interpretar a faixa na paragem da The Born This Way Ball na cidade de Perth, Austrália, a 8 de Julho de 2012.

"Black Jesus † Amen Fashion" foi inclusa no repertório de canções da digressão The Born This Way Ball (2012-13), sendo inicialmente cantada após "Scheiße"; no entanto, passou a suceder "Born This Way" a partir de 13 de Maio de 2012. Esta mudança foi acompanhada por uma alteração no figurino da artista para as apresentações. Fazendo uma resenha sobre o concerto na cidade de Auckland, Nova Zelândia, para o jornal The Times, Nikita Ramkissoon vangloriou todas as performances da artista, inclusive a de "Black Jesus † Amen Fashion", escrevendo que Gaga "foi mesmo dirigida pelo seu talento natural... Desde [o momento em] que chega ao palco montada em um cavalo, dando parto a si mesma, dançando e transbordando sexo e magnificiência, 'Black Jesus' e pernas bem abertas em uma cadeira feita de carne, esta performance foi nada mais que espetacular."
Na série de concertos de residência Lady Gaga Live at Roseland Ballroom (2014), a faixa foi também interpretada após uma versão acústica de "Born This Way". Desta vez, vestida com um maiô púrpura, dançava em um caibro instalado no palco com os seus dançarinos de apoio. O jornalista Andrew Hampp, da revista musical Billboard, achou que a canção foi inclusa no repertório devido à sua referência lírica à Cidade de Nova Iorque e não por ser uma das favoritas dos fãs.

## Alinhamento de faixas e formatos
No alinhamento da versão especial de Born This Way, "Black Jesus † Amen Fashion" foi inclusa como a nona canção. O remix produzido por Michael Woods foi incluso na compilação Born This Way: The Remix (2011), que consiste em remixes de canções de Born This Way.
| - Born This Way: Edição especial (Disco 1) (#060252771838) 1. "Black Jesus † Amen Fashion" — 3:36 | - Born This Way: The Remix (#060252787000) 1. "Black Jesus † Amen Fashion" (Michael Woods Remix) — 6:10 |

## Créditos e pessoal
Os créditos seguintes foram adaptados do encarte da versão especial do álbum Born This Way (2011) e do portal Allmusic:
Gravação
- Gravada no Setai Hotel, Miami Beach, Flórida, EUA;
- Mixada no The Mix Room, Burbank, Califórnia, EUA;
- Masterizada no Sterling Sound, Cidade de Nova Iorque, Nova Iorque, EUA.

Pessoal
- Stefani Germanotta — composição, produção e arranjos, vocalista, teclado
- Paul Blair — composição, produção e arranjos, teclado, programação
- Brian Gaynor — programação, baixo, bateria, teclado, guitarra, percussão
- Dave Russell — gravação vocal, mixagem
- Bill Malina — engenharia acústica
- Chris Gehringer — masterização
  - Paul Pavao — assistência

## Desempenho nas tabelas musicais
Embora não tenha sido lançada individualmente como um single, "Black Jesus † Amen Fashion" entrou nas tabelas musicais de diversos países, incluindo a Coreia do Sul, onde estreou no número 137 da tabela de downloads de canções internacionais na semana de lançamento de Born This Way devido a um registo de 264 809 unidades digitais comercializadas. No Reino Unido, a canção estreou no posto 172 da tabela musical oficial de canções do país, segundo os dados publicados pela Official Charts Company (OCC) para a semana de 4 de Junho de 2011. Na Espanha, a 9 de Setembro, fez a sua estreia dentro das trinta melhores posições da tabela musical oficial de canções, enquanto na Itália, atingiu o seu pico na o posto 105 da tabela musical de canções da Federazione Industria Musicale Italiana.
| País — Tabela musical (2011)                                      | Posição de pico |
| ----------------------------------------------------------------- | --------------- |
| Coreia do Sul — International Digital Download Chart (Gaon)       | 121             |
| Espanha — Top 100 Canciones (Productores de Música de España)     | 22              |
| Itália — Top Singoli (Federazione Industria Musicale Italiana)    | 105             |
| Reino Unido — Singles Chart Top 100 (The Official Charts Company) | 172             |